# Belone (mitologia)
Nella mitologia greca, Belone era il nome di un inventore secondo quanto racconta Igino nelle sue Fabulae.

## Il mito
Belone scoprì l'uso dell'ago e lo diffuse nel mondo, tanto che - come afferma Igino sempre nel passo - lo stesso termine “ago” deriva in greco dal suo nome.

### Interpretazione e realtà storica
Igino nel citato passo descriveva tutti i personaggi degni di nota che avevano costruito qualcosa che cambiò la vita delle persone dell'epoca. Il personaggio non viene citato in altri passi.

### Fonti
- Igino, Fabula 274

### Traduzione delle fonti
- Igino, Miti, Milano, Adelphi Edizioni, 2000, ISBN 88-459-1575-1. Traduzione di Giulio Guidorizzi